# Trần Phước Thọ
Trần Phước Thọ (5 tháng 3 năm 1993 – 17 tháng 4 năm 2016) là một cố cầu thủ bóng đá người Việt Nam. Trong sự nghiệp anh chỉ khoác áo một câu lạc bộ duy nhất là Long An trước khi đột ngột qua đời ở tuổi 23 vì tai nạn giao thông.

## Sự nghiệp
Trần Phước Thọ gia nhập lò đào tạo trẻ của Long An năm 14 tuổi trong sự ủng hộ của bố và sự phản đối của mẹ.
Năm 2013, anh được đôn lên đội một của Đồng Tâm Long An trong vị trí hậu vệ cánh trái. Tuy nhiên, phải năm 2014 anh mới được ra sân thường xuyên.. Anh đã nhiều lần được tập trung vào tuyển U-23 quốc gia. Khi sự nghiệp đang thăng hoa, năm 2015 anh lại gặp phải chấn thương dây chằng và rạn xương bàn chân nghỉ thi đấu tới tháng 4 năm 2016. Ngay khi vừa trở lại tập luyện để chuẩn bị cho giai đoạn 2 của V-League thì anh đã gặp phải tai nạn giao thông.

## Qua đời
Trần Phước Thọ mất vào ngày 17 tháng 4 năm 2016 do tai nạn xe máy. Nhiều bạn bè, đồng nghiệp đã gửi lời chia buồn cũng như đến viếng anh. Trong trận đấu với CLB Sài Gòn, câu lạc bộ Long An tổ chức một phút mặc niệm nhằm tưởng niệm Phước Thọ.